# Antijudaism
Antijudaism är ett mer eller mindre aggressivt avståndstagande från judendomen som tro. Jeanne Favret-Saada definierar termen som "det kristna föraktet mot den judiska religionen".
Antijudaism är inte detsamma som antisemitism, men de båda företeelserna kan i praktiken vara svåra att särkilja. Antijudaism är motstånd mot det judiska trossystemet, medan antisemitism är ett motstånd mot judarna på etniska och kulturella grunder. Näraliggande dessa båda begrepp är kritik av staten Israel, antisionism, som handlar om politisk kritik.

## Historia
Antijudaismen finns historiskt dokumenterad i Romarriket. Även angrepp i Mesopotamien och Babylonien är kända. De tidiga kristna förföljde judar för deras tro, även anhängare av islam har periodvis förföljt judar för deras tro. 
Johannes Chrysostomos av Antiochia, Martin Luther och Peter Martyr Vermigli kritiserade judarna på antijudaistiska grunder.